# Harmony Dust
Harmony Dust (nacida en 1976 en Los Ángeles, California) es una activista social estadounidense a favor de las mujeres que trabajaban en la industria del sexo y de las víctimas de la explotación sexual y la trata de personas.

## Primeros años
Harmony se crio en el distrito angelino de Venice (estado de California), donde vivió una infancia llena de traumas y abusos. Ella y su hermano pequeño fueron abandonados por su madre a los 13 y 8 años respectivamente. Pasaron el verano valiéndose por sí mismos antes de que ella se relacionara con un chico mayor de su barrio. Este joven se convirtió en su chulo cuando entró en la industria del sexo como bailarina exótica a los 19 años, con el nombre artístico de Monique.

## Carrera
En el año 2000, Dust se graduó magna cum laude en la UCLA con una licenciatura en Psicología. Mientras trabajaba para obtener un máster en Bienestar Social, fundó Treasures Out of Darkness, un programa de divulgación que distribuía bolsas de regalo con información de apoyo a los strippers de la zona de Los Ángeles. Más tarde cambió el nombre por el de Treasures Ministries, un grupo cristiano de divulgación y apoyo a las mujeres que trabajan en la industria del sexo. Tras graduarse, Dust trabajó para el Departamento de Servicios para Niños y Familias (DCFS) y fue miembro de la Asociación Nacional de Trabajadores Sociales. En 2007, recibió el premio Dorothy F. Kirby Outstanding Youth Social Worker Award de la sección de California de la Asociación Nacional de Trabajadores Sociales. El 19 de mayo de 2018 se izó una bandera en su honor sobre el Capitolio de los Estados Unidos.
En 2010, Dust publicó sus memorias en el título Scars & Stilettos: The Transformation of an Exotic Dancer. La segunda edición se publicó en 2018. Apareció en la revista Glamour y fue vista en The Tyra Banks Show y en Sex Rehab with Dr. Drew. En 2005 Treasures comenzó a capacitar a otros para replicar el modelo de alcance y atención de Treasures. En 2011, Treasures Ministries se asoció con Craig Gross de XXXchurch.com para crear The Strip Church Network. Desde entonces se han separado y Dust y su equipo continúan entrenando a otros líderes alrededor del mundo como parte de la Red Treasures. A partir de 2018, han entrenado alcances en más de 120 ciudades a nivel internacional.
En mayo de 2021, Dust dio una charla TED titulada "The Oldest Oppression in the Book" (La opresión más antigua del libro), en la que abordó temas relacionados con la prostitución y el movimiento para despenalizarla. La charla se dio sin público presente debido a la pandemia del COVID-19. En octubre de ese mismo año, TED decidió dejar de incluir el vídeo en su página web y en su canal de Youtube, alegando que el vídeo "queda fuera de las directrices de contenido que TED da a los organizadores en torno a las agendas políticas". La propia Dust afirma que la exclusión de la lista se debe a que el contenido de su charla no coincide con las opiniones políticas de TED. Volvió a publicar la charla en su propio canal de Youtube con el título "¿Debería ser legal la prostitución?".

## Vida personal
Dust se casó con el cantante de hip hop Pigeon John (antes John Dunkin) en 2002. Se divorciaron en 2010, y tienen una hija juntos. Se casó con Christopher Justin Grillo el 14 de marzo de 2015; tuvieron un hijo en enero de 2018.